# 兄山江
兄山江（韓語：형산강）是韩国东南部的一条河流。它发源自蔚山廣域市蔚州郡，向东在迎日灣注入日本海（朝鮮東海）。河流全长62公里，流域面积约位平方公里。
河流流经蔚山廣域市、庆尚北道的庆州市和工业重镇浦項市，部分河道也位于慶州國立公園和慶州盆地里面。河口位于浦项市港口，浦項钢铁厂旁边。

## 图片集

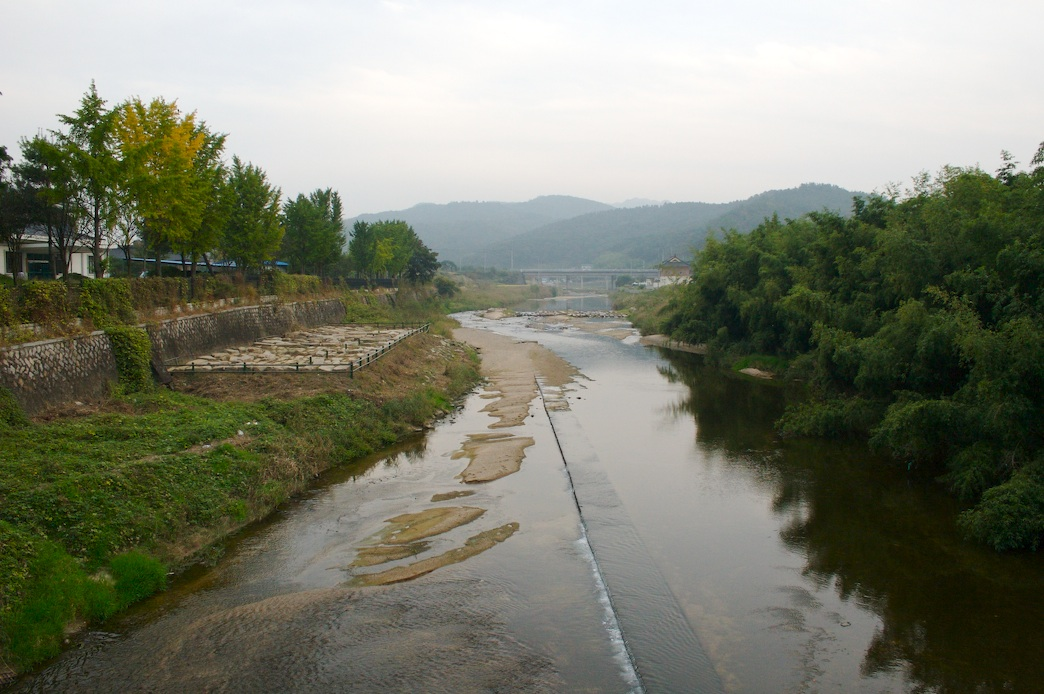
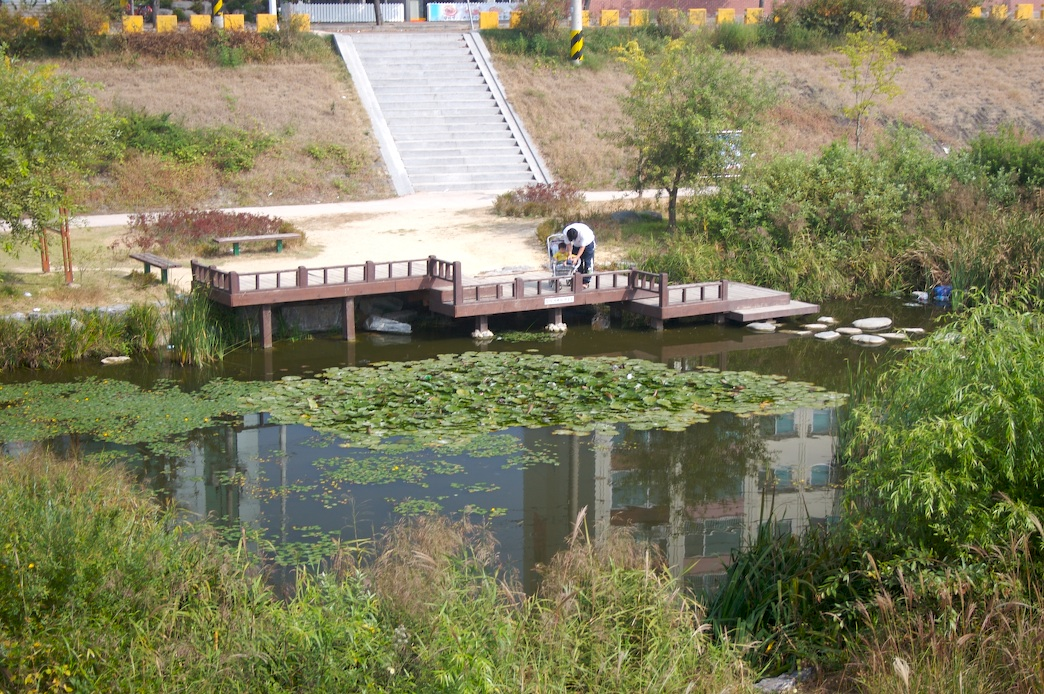
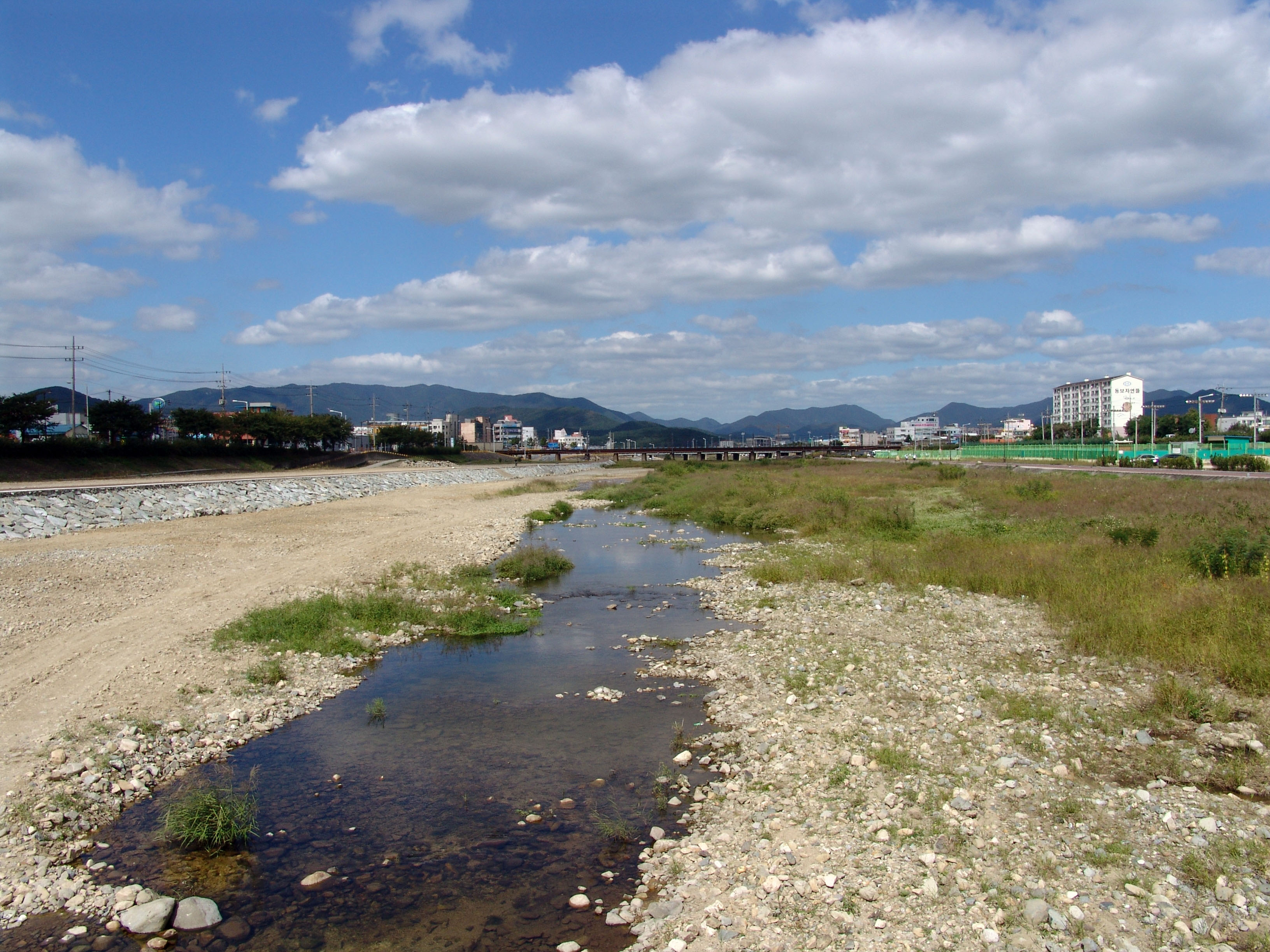